# アリシアさんのダイエットクエスト
『アリシアさんのダイエットクエスト』は、藤原あおいによる日本の漫画。『月刊少年マガジン』（講談社）にて、2017年9月号から2019年2月号まで連載。
食いしん坊な主人公のアリシアが、魔王を倒すための旅をしながらダイエットに励む姿を描く。

## 登場人物
アリシア
美人で料理上手、回復術もうまい腕利きの神官。しかし、食いしん坊であり、ぽっちゃりしつつあり、常にダイエットに励む。伝説の剣をつっかえ棒に腹筋したり、宝箱で踏み台昇降したり、薬草をおやつにしたりと、ダイエットのための奇行が目立つ。
ライアン
勇者。常にアリシアやサラに振り回されている。
サラ
女騎士。小食で、細身かつ非力なためデブ活したい。

## 書誌情報
- 藤原あおい『アリシアさんのダイエットクエスト』 講談社〈講談社コミックス〉、全3巻
  1. 2018年1月9日発売[1]、ISBN 978-4-06-510763-8
  2. 2018年7月9日発売[2]、ISBN 978-4-06-511752-1
  3. 2019年2月8日発売[3]、ISBN 978-4-06-513872-4